# Austen Smith
Austen Smith (Keller, 23 de julho de 2001) é uma atiradora esportiva estadunidense.

## Carreira
Smith detém uma medalha de ouro da Copa do Mundo ISSF Shotgun de 2021, realizada em Lonato, Itália. Ela foi o membro mais jovem da equipe olímpica de tiro dos EUA para as Olimpíadas de Verão de 2020.
Nos Jogos Olímpicos de Verão de 2024, em Paris, conquistou a medalha de bronze na competição do skeet feminino. Ela também conseguiu uma prata na disputa mista por equipes, ao lado de Vincent Hancock.